# Oliver/Dawson Saxon
Oliver/Dawson Saxon är ett brittiskt metalband bildat av gitarristen Graham Oliver och basisten Steve Dawson, båda före detta medlemmar i Saxon.

## Medlemmar
- John Ward - sång
- Graham Oliver - gitarr
- Haydn Conway - gitarr
- Steve Dawson - bas
- Paul Oliver - trummor

## Diskografi
- Victim You (1996)
- Re://Landed (Live) (2000)
- Rock Has Landed It's Alive (DVD) (2002)
- The Second Wave: 25 Years of NWOBHM (med Girlschool och Tygers of Pan Tang) (2003)
- It's Alive (Live) (2003)
- Motorbiker (2012)
- Blood And Thunder - Live (2014)